# سوق الربع الصغير
سوق الربع الصغير أو سوق الربع الضيق واحد من أسواق المدينة العتيقة بصفاقس.

## موقعه
يمثل سوق الربع الصغير امتدادا لسوق الحناطين.
حسب بوبكر عبد الكافي, فإن هذا السوق كان في الأصل مجموعة اسطبلات تحولت مع الوقت إلى ورشات لصناعة خيوط الغزل للقماشة.